# Archytas bruchi
Archytas bruchi là một loài ruồi trong họ Tachinidae.